# Beyond Good & Evil
Beyond Good & Evil – komputerowa przygodowa gra akcji z 2003 roku, wyprodukowana i opublikowana przez Ubisoft na konsole PlayStation 2, Xbox, GameCube oraz komputery osobiste. Jej fabuła koncentruje się na przygodach Jade, biegłej w sztukach walki dziennikarki śledczej, która współpracuje z ruchem oporu, by odkryć sięgający całej planety spisek Obcych. Gracz kontroluje Jade oraz jej sojuszników, rozwiązując zagadki, walcząc z wrogami oraz zbierając dowody w postaci zdjęć fotograficznych.
Michel Ancel, twórca serii Rayman, planował, iż Beyond Good & Evil będzie pierwszą częścią trylogii. Gra została wyprodukowana przez 30 pracowników Ubisoft Pictures pod kryptonimem Project BG&E, a jej proces produkcji trwał ponad trzy lata. Jednym z głównych celów obranych podczas produkcji gry było zapewnienie graczom zarówno sensownej opowieści, jak i sporej wolności poruszania się wewnątrz świata przedstawionego, choć Beyond Good & Evil przybiera względnie linearną strukturę. Podczas targów Electronic Entertainment Expo w 2002 roku gra została przyjęta negatywnie, co sprowokowało deweloperów, aby zmienić część mechaniki gry, w tym projekt postaci Jade. Ancel próbował także dostosować proces produkcji tak, aby gra była atrakcyjna dla potencjalnych konsumentów.
Beyond Good & Evil spotkała się z powszechnym uznaniem. Krytycy gry chwalili jakość animacji, świat przedstawiony, fabułę oraz design, lecz krytykowali występujące w dziele Ancela problemy techniczne i system walki. Beyond Good & Evil została nominowana do nagrody Game Developers Choice Awards dla najlepszej gry roku 2004. Choć początkowo była uznawana za komercyjną porażkę, z upływem czasu stała się grą kultową. W 2011 roku na platformach Xbox Live Arcade oraz PlayStation Network ukazała się zremasterowana wersja Beyond Good & Evil, przystosowana do odbiorników telewizyjnych obsługujących rozdzielczość Full HD. Prequel dzieła Ancela, Beyond Good and Evil 2, jest w trakcie produkcji.

## Rozgrywka
Beyond Good & Evil jest przygodową grą akcji, zawierającą w sobie elementy mechaniki takie jak rozwiązywanie zagadek oraz skradanie się. Gracz z perspektywy trzeciej osoby kontroluje protagonistkę imieniem Jade. Może ona biec, skradać się, przeskakiwać przeszkody, wspinać się po drabinach, także pchać lub niszczyć drzwi. Kierując Jade, gracz infiltruje szereg wrogich instalacji, aby dowiedzieć się prawdy o wojnie z zagrożeniem ze strony Obcych.
Gracz, operując wewnątrz świata gry, rozwiązuje zagadki i zabija Obcych, aby uzyskać dostęp do stref zawierających potencjalny materiał dowodowy. Jade używa takich narzędzi, jak kij Daï-jo do walki wręcz, dyski rzucane podczas walki na dystans oraz aparat fotograficzny. Wskaźnik zdrowia Jade, reprezentowany przez serca, spada wtedy, gdy bohaterka zostanie zraniona przez wrogów. Ów wskaźnik może ulec regeneracji, gdy gracz zakupi fikcyjne przedmioty reprezentujące żywność. Jeśli bohaterka straci wszystkie punkty życia, gra rozpoczyna się od ostatniego punktu kontrolnego.
W pewnych momentach postęp w grze jest możliwy wyłącznie we współpracy z innymi postaciami. Są one sterowane przez komputer, a gracz może nimi kierować wyłącznie za pomocą poleceń pojawiających się w określonym momencie. Przykładowo, gracz może nakazać im przeprowadzenie „potężnego ataku”, który powoduje, że wrogowie podskakują w powietrzu lub tracą równowagę, co czyni ich wrażliwymi na atak ze strony Jade.
Aparat fotograficzny Jade może nie tylko służyć do zbierania dowodu i wykonywania zleceń, lecz również do robienia zdjęć gatunków zwierząt i sprzedawania ich w zamian za walutę. Aparat Jade ma również możliwość skanowania obiektów, co pozwala jej zebrać dodatkowe informacje na temat otoczenia. Zdobywszy specjalną rękawicę „żyrodyskową” [Gyrodisk Glove], Jade może za pomocą aparatu fotograficznego zarówno atakować wrogów, jak i  aktywować urządzenia z dystansu. Beyond Good & Evil uzupełniają również minigry oraz dodatkowe misje, które w świecie przedstawionym oferują postacie niezależne.
Do podróży po świecie gry, a także do udziału w wyścigach oraz innych minigrach, gracz może używać poduszkowca. Później zdobywa statek kosmiczny „Beluga”. Poduszkowiec może zostać podpięty do statku kosmicznego. Oba pojazdy wymagają ulepszeń, aby gracz dotarł do kolejnych stref i czynił dalsze postępy w trakcie gry. Za ulepszenia płaci się perłami zdobytymi w trakcie gry za wykonywanie misji, eksplorację poszczególnych stref, kolekcjonowanie katalogów ze zwierzętami lub handlem zdjęciami je przedstawiającymi.

## Fabuła

### Miejsce akcji, bohaterowie
Beyond Good & Evil rozgrywa się w roku 2435 na planecie Hillys, osadzonej na krańcu galaktyki. Architektura miasta, wokół którego dzieje się akcja gry, przypomina swym stylem europejską prowincję. Sam świat przedstawiony miesza ze sobą elementy nowoczesne (obecność e-maili oraz kart kredytowych) oraz przynależne do konwencji science fiction i fantasy (statki kosmiczne, antropomorficzne zwierzęta żyjące wraz z ludźmi). Na początku gry Hillys zostaje oblężona przez Obcych nazywanych „DomZ”, którzy porywają różne istoty i/albo wysysają z nich siły żywotne, by wykorzystać je jako energię, albo czynią z nich niewolników. Zanim zacznie się właściwa akcja gry, do władzy dochodzi dyktatura wojskowa zwana „Alpha Sections”, obiecując obronę populacji przed zagrożeniem. Jednakże mimo publicznych zapewnień Alpha Sections okazuje się nieskuteczna w walce z DomZ. Podziemny ruch oporu, IRIS Network, podejmuje walkę z Alpha Sections, uznając ją za sprzymierzeńca DomZ.
Główną protagonistką Beyond Good & Evil jest młoda reporterka Jade (dubbing – Jodi Forrest). Jade mieszka w latarni morskiej na wyspie, która jest zarazem domem dla dzieci osieroconych w wyniku ataków DomZ. Pey'j (David Gasman), postać o wyglądzie knura, jest wujem Jade i jej obrońcą. W trakcie misji Jade asystuje Double H, zakonspirowany działacz IRIS. Secundo, bot sztucznej inteligencji wbudowany w urządzenie wykorzystywane przez Jade, daje jej wskazówki i gromadzi zrobione przez nią zdjęcia. Do głównych przeciwników w grze należą odpowiedzialny za inwazję Wielki Kapłan DomZ [DomZ High Priest] oraz dowodzący Alpha Sections generał Kehck, który posługuje się propagandą, aby pozyskać wsparcie mieszkańców Hillys, pomimo że sam porywa obywateli, aby dostarczyć ich DomZ.

### Streszczenie
Jade i Pey'j opiekują się dziećmi z Hillys osieroconymi w wyniku działań DomZ. Gdy medytują z jedną z sierot na świeżym powietrzu, rozbrzmiewa syrena DomZ. Jade spieszy się, aby włączyć zasilanie osłony. Odkrywa, że zabrakło jej kredytów na pokrycie kosztów ochrony. Latarnia morska jest narażona na zniszczenie przez deszcz meteorów. Jeden z meteorów DomZ rozbija się przed latarnią morską. Potwory DomZ porywają wszystkie dzieci. Jade ma za zadanie walczyć z intruzami, aby uwolnić sieroty. Następnie spogląda w dziurę pozostawioną przez meteor i zostaje złapana przez potwora DomZ. Ratuje ją Pey'j, po czym razem z nim pokonuje ona potwora. Alpha Sections przybywają po fakcie na miejsce walki.
Secunda znajduje dla Jade zatrudnienie w branży fotograficznej, dzięki czemu może ona zapłacić za ponowne włączenie zasilania dla osłony. Praca polega na skatalogowaniu wszystkich gatunków zwierząt na Hillys na potrzeby muzeum nauki. Następnie Jade kontaktuje się z „człowiekiem w czerni”, aby zbadać i sfotografować stworzenie, co do którego istnieje przypuszczenie, że jest wtyką na usługach DomZ. Po pokonaniu tejże kreatury „mężczyzna w czerni” zdejmuje garnitur, a z jego czarnej limuzyny wylatuje taksówka. Mężczyzna ujawnia, że faktycznie pracuje dla sieci IRIS. 
Jade zostaje zwerbowana przez sieć IRIS Network, która podejrzewa, że Alpha Sections odpowiadają za porwania na całej planecie. Pierwszym celem dochodzenia prowadzonego przez Jade jest fabryka racji żywnościowych prowadzona przez Alpha Sections. Dziennikarka odkrywa dowody handlu ludźmi organizowanego przez DomZ pod zwierzchnictwem Alpha Sections. Po drodze ratuje Double H, porwanego i torturowanego przez DomZ. Pey'j zostaje uprowadzony przez DomZ i przewieziony do opuszczonej rzeźni, gdzie wraz z innymi ofiarami ma zostać wysłany do bazy na księżycu Hillys, Selene. Podjąwszy nieudaną próbę ratunku swego mentora, Jade dowiaduje się, że w rzeczywistości Pey'j był tajnym szefem IRIS Network.
Jade dowiaduje się, że Alpha Sections zostały opanowane i zmanipulowane przez DomZ. Używając Belugi, statku, którym Pey'j zwykł podróżować do Hillys, Jade i Double H udają się do księżycowej bazy DomZ. Tam Jade znajduje Pey'j, martwego po wielotygodniowych torturach, lecz jej osobliwa wewnętrzna moc przywraca go do życia. Uratowawszy Pey'j, zniszczywszy statek dowodzenia Kehcka, Jade transmituje jej reportaż końcowy i wywołuje rewolucję, po czym konfrontuje się z Najwyższym Kapłanem DomZ. Dowiaduje się, że jej ludzka postać skrywa w sobie moc skradzioną przed wiekami, aby Najwyższy Kapłan, który musi gromadzić energię ducha, aby przeżyć, umarł z głodu. Najwyższy Kapłan odkrył zastępczą energię pośród dusz wszystkich uprowadzonych z Hillys, dlatego też porywa Pey'j i Double H, aby zmusić Jade do poddania się mu. Wykorzystując swą ukrytą moc, Jade jest w stanie zniszczyć Najwyższego Kapłana, choć wówczas niemal całkowicie traci kontrolę nad swoją duszą, a następnie odradza się i ratuje uprowadzonych mieszkańców Hillys.

## Produkcja

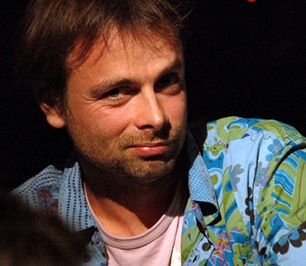
Michel Ancel, projektant i scenarzysta Beyond Good & Evil

Za powstanie Beyond Good & Evil odpowiadał Michel Ancel, twórca gry komputerowej Rayman pracujący dla francuskiego studia Ubisoft Montpellier. Beyond Good & Evil powstawała pod nazwą Project BG&E, a jej proces produkcyjny trwał ponad trzy lata. Udział w pracach nad grą brało 30 pracowników studia. Dyrektor generalny Ubisoftu, Yves Guillemot, objął projekt oficjalnym wsparciem i regularnie przeprowadzał oględziny w studiu. Pracując przedtem kilka lat nad serią Rayman, Ancel pragnął zrealizować zupełnie świeży projekt. We wspomnieniach twierdził, że celem obranym przy produkcji Beyond Good & Evil było „umieszczenie na jednej płycie całego uniwersum – gór, planet, miasteczek. Pomysł polegał na tym, aby gracz mógł poczuć się jak odkrywca pewien absolutnej wolności”.
Drugim celem przyjętym w trakcie projektowania Beyond Good & Evil było stworzenie pełnej znaczeń opowieści przy zachowaniu wolności gracza. Ancel twierdził, że linearna rozgrywka była potrzebna, aby utrzymać w ryzach opowieść; pomiędzy fragmentami fabuły gracz miał doświadczać wolności. Projektant dążył również do tego, aby swym rytmem gra przypominała film, a jednocześnie angażowała graczy i dawała im przyjemność. Twórcy gry czerpali inspirację z filmów Hayaa Miyazakiego, polityki oraz mediów, szczególnie zaś na nich wpłynęło pokłosie ataków terrorystycznych 11 września 2001 roku. Tworząc główną bohaterkę, Ancel wzorował się na swojej żonie, przy czym jego celem było zaprojektowanie postaci, z którą gracze mogliby się zidentyfikować.
Beyond Good & Evil po raz pierwszy została zademonstrowana na targach Electronic Entertainment Expo w 2002 roku, gdzie spotkała się z negatywnym odbiorem. Początkowo gra była zamierzona jako ambitniejsza artystycznie i miała przypominać utwory takie jak Ico, lecz została poddana znaczącej obróbce, która miała uczynić ją bardziej atrakcyjną pod względem komercyjnym. O ile Jade początkowo była nastolatką, jej postać została zaprojektowana na nowo, aby bohaterka wydawała się potężniejsza i bardziej pasowała do swojego zawodu. Skrócono także czas gry, usuwając z niej długie momenty eksploracji, ponieważ ten aspekt rozgrywki przypominał Ancelowi nielubianą przezeń grę The Legend of Zelda: The Wind Waker. Zmiany wpłynęły na demoralizację ekipy odpowiedzialnej za grę, a Ancel przyznał, że końcowa gra przypominała raczej sequel aniżeli poprawioną wersję. Zanim gra została wydana, w kinach oferowano jej grywalne zapowiedzi.

### Ścieżka dźwiękowa
Ścieżkę dźwiękową do Beyond Good & Evil napisał Christophe Héral, zatrudniony przez Ancela ze względu na swoje doświadczenie w filmie. Reżyser Hubert Chevillard, z którym Ancel w przeszłości pracował, zaznajomił go z Héralem jako swoim byłym współpracownikiem przy filmie telewizyjnym Pantin, la pirouette (2000). Héralowi asystowała Laetitia Pansanel, która rozpisała poszczególne utwory na orkiestrę, a także jego brat Patrice Héral, odpowiedzialny za część efektów specjalnych oraz wokal.
Ścieżka dźwiękowa składa się z wielu języków oraz dźwięków instrumentalnych z całego świata. Do utworu „Propaganda”, który rozbrzmiewa w barze Akuda, wybrano bułgarskie pieśni, aby swym brzmieniem przypominały sowiecką propagandę w trakcie zimnej wojny. W utworze tym zawarta jest rozmowa telefoniczna między Héralem a jego bułgarską przyjaciółką, która miała ukazywać kontrolę sprawowaną przez rząd nad mediami. Dodatkowo w „Propagandzie” zawarte są arabskie instrumenty smyczkowe oraz hinduska perkusja. Początkowo zamiast owego utworu miała występować w grze piosenka „Funky Mullah”, jednak Héral zastąpił ją utworem „Propaganda”. Twierdził przy tym, że zarejestrowany 8 września 2001 roku „Funky Mullah” będzie niestosowny w świetle ataków terrorystycznych z 11 września. Piosenka „Fun and Mini-games”, grająca podczas wyścigów oraz innych minigier, zawiera śpiew w hiszpańskim języku. Natomiast motyw DomZ powstał na bazie fikcyjnego języka z charakterystycznym drżącym „r”.  Metalowe efekty dźwiękowe z utworu „Metal Gear DomZ”, granego podczas walk z bossami, Héral zarejestrował, gdy syn jego sąsiada bawił się złomem. Głosy pojawiające się w mieście Hyllis Héral nagrał osobiście. Muzyka do gry nigdy nie została wydana w formie albumu, ale Ubisoft udostępnił wszystkie utwory za darmo w Internecie. Ścieżka dźwiękowa stanowiła część serii międzynarodowych koncertów Video Games Live.

### Wersja w wysokiej rozdzielczości
Odrestaurowana wersja Beyond Good & Evil w rozdzielczości full HD została wykonana przez Ubisoft Shanghai oraz opublikowana na Xbox Live Arcade w marcu 2011 roku, natomiast na PlayStation Network – w czerwcu 2011 roku. Zawiera ulepszone modele postaci oraz poprawiony tekstury, jak również zmodyfikowaną ścieżkę dźwiękową. Dodano do niej również system osiągnięć, trofeów oraz rankingów online. Wersja w wysokiej rozdzielczości jest wstecznie kompatybilna z Xbox One, a pomiędzy 16 sierpnia a 1 września 2016 roku była dostępna za darmo dla abonentów usługi Gold. 21 września 2012 roku Ubisoft wydał Beyond Good & Evil HD w wersji pudełkowej – wraz z grami Outland oraz From Dust – w Europie.

## Odbiór
Zanim gra się ukazała, jeszcze podczas wystawy magazyny „Official U.S. PlayStation Magazine” and „PlayStation Magazine” wyróżniły ją na targach Electronic Entertainment Expo w 2003 roku i uznały ją za jeden z najlepszych wystawionych utworów.
Beyond Good & Evil spotkała się z pozytywnymi recenzjami krytyków. Dobrze oceniano jej oprawę graficzną. Recenzując wersję na konsolę GameCube, Lisa Mason z magazynu „Game Informer” porównała estetykę całej gry do „tradycyjnych przerywników filmowych w grach fabularnych”, a efekty specjalne oraz animacja postaci oceniła jako „znakomite”. Z drugiej strony, Jon Hicks z pisma „PC Format” napisał, że o ile część efektów była znakomita, jego zdaniem oprawa graficzna cechowała się brakiem widowiskowości, wynikającym z konsolowych korzeni gry. 1UP.com oraz „Official U.S. PlayStation Magazine” wskazywały również błędy techniczne takie jak obniżająca się w pewnych momentach liczba klatek na sekundę.
Dan Toose z pisma „Sydney Morning Herald” chwalił miejsce akcji Beyond Good & Evil jako „mroczne, barokowe oraz przyziemne, dalekie od przeraźliwie wymuskanej akcji gier z serii Final Fantasy”. Całą grę opisał jako „bardzo europejskie ujęcie gatunku gier fabularnych” oraz „jako jedną z najlepszych gier przygodowych ostatnich lat”. Star Dingo z magazynu „GamePro” stwierdził natomiast, że gra jest tematycznie zbyt wszechstronna i nie ujumuje istoty jej tytułu. Wśród innych zarzutów stawiano również problemy ze sterowaniem postaci oraz zbyt płytką mechanikę. Mason uznała sterowanie za użyteczne, lecz zbyt uproszczone, wyrażając rozczarowanie niewielkimi możliwościami bohaterki. Kevin Rice z magazynu „PC Gamer” uznał większość rozgrywki za nietuzinkową, lecz stwierdził, że sekwencje wyścigów nie sprawiały mu przyjemności, a walka była najsłabszym elementem gry. Magazyn „Edge” ocenił mechanikę gry za wybrakowaną, co było zdaniem jego redakcji konsekwencją okrojenia całości przez Ancela.
Beyond Good & Evil okazała się komercyjną porażką. Gra wydana w okresie świątecznym 2003 roku cieszyła się niewielkim zainteresowaniem, a sprzedawcy szybko obniżyli jej cenę o około 80%. Redakcja „Official U.S. PlayStation Magazine” przypisała słabą sprzedaż gry przesyconemu rynkowi, uznając Beyond Good & Evil za rozczarowanie pod względem komercyjnym. Z perspektywy czasu Ancel zauważył, że w owym czasie konsumenci byli przywiązani przede wszystkim do ustabilizowanych marek oraz gier widowiskowych pod względem technologicznym. Reżyser gry stwierdził, że rynek gier komputerowych nie był przyjazny dla Beyond Good & Evil, a dopiero z czasem została ona doceniona. Ponadto, jak pisała dalej redakcja „Official U.S. PlayStation Magazine”, do porażki gry przyczyniła się nieporadność marketingowa Ubisoftu. Częściowo słaba sprzedaż dzieła Ancela i spółki wynikała z tego, że Ubisoft nie wiedział, jak ją wypromować. W tym samym czasie bowiem Ubisoft bardziej niż na promocji Beyond Good & Evil skupiał się na wydaniu gry Prince of Persia: The Sands of Time. Jakkolwiek dyrektorka europejskiego oddziału Ubisoftu, Alaine Corre, zauważyła znaczący wzrost popularności gry w wersji z 2011 roku, nie mógł on zrekompensować pierwotnej słabej sprzedaży. Z powodu klęski komercyjnej zawieszone zostały prace nad trylogią, której częścią miała być Beyond Good & Evil.

### Nagrody i notowania
| Rok  | Podmiot przyznający                  | Tytuł wyróżnienia                                      | Wynik     |
| ---- | ------------------------------------ | ------------------------------------------------------ | --------- |
| 2004 | IMAGINA Festival (Francja)           | Najlepszy scenarzysta (Michel Ancel)                   | Wygrana   |
| 2004 | IMAGINA Festival (Francja)           | Najlepsza gra roku (nagroda zespołowa)                 | Wygrana   |
| 2004 | Game Developers Choice Awards        | Gra roku                                               | Nominacja |
| 2004 | Game Developers Choice Awards        | Oryginalny bohater roku (Jade)                         | Nominacja |
| 2004 | Game Developers Choice Awards        | Najlepszy projekt gry                                  | Nominacja |
| 2004 | Akademia Sztuk i Nauk Interaktywnych | Wybitne osiągnięcie w tworzeniu postaci i opowieści    | Nominacja |
| 2004 | Akademia Sztuk i Nauk Interaktywnych | Wybitne osiągnięcie w oryginalnej kompozycji muzycznej | Nominacja |
| 2004 | Akademia Sztuk i Nauk Interaktywnych | Wybitne osiągnięcie w udźwiękowieniu                   | Nominacja |
| 2004 | IGN                                  | Najlepsza gra przygodowa (PS2)                         | Wygrana   |
| 2004 | IGN                                  | Najlepsza opowieść (GameCube)                          | Wygrana   |
| 2005 | Game Audio Network Guild             | Dźwięk roku                                            | Nominacja |
| 2005 | Game Audio Network Guild             | Muzyka roku                                            | Nominacja |
| 2005 | Game Audio Network Guild             | Najlepsza interaktywna ścieżka dźwiękowa               | Nominacja |
| 2005 | Game Audio Network Guild             | Najlepsze udźwiękowienie                               | Nominacja |

| Rok  | Podmiot notowania            | Lista                                     | Miejsce |
| ---- | ---------------------------- | ----------------------------------------- | ------- |
| 2006 | „Nintendo Power”             | Najlepsza gra na Nintendo                 | 29.     |
| 2007 | IGN                          | Najlepsza gra na Xboksa                   | 22.     |
| 2007 | IGN                          | Najlepsza gra na GameCube'a               | 12.     |
| 2008 | „Nintendo Power”             | Najlepsze gry wszech czasów na GameCube'a | 11.     |
| 2009 | „Game Informer”              | 25 najważniejszych gier na GameCube'a     | 12.     |
| 2009 | „Game Informer”              | 200 najważniejszych gier wszech czasów    | 200.    |
| 2009 | „Official Nintendo Magazine” | Najlepsza gra na Nintendo                 | 91.     |
| 2009 | Destructoid                  | Najlepsza gra dziesięciolecia             | 6.      |
| 2010 | IGN                          | 100 najważniejszych gier na PlayStation 2 | 34.     |
| 2011 | GamesRadar                   | Najlepsze gry wszech czasów               | 70.     |

### Sequel
Ancel twierdził, że zamierza wyprodukować sequel gry Beyond Good & Evil. Na otwarciu konferencji Ubidays w 2008 roku Ubisoft zapowiedział, że powstanie kontynuacja gry. Beyond Good and Evil 2 jest wciąż w stanie produkcji, jakkolwiek prace nad nim zostały wstrzymane, by zespół mógł się skupić na Rayman Origins. Michel Ancel napomknął, iż Jade będzie miała zupełnie inny wygląd. 4 października 2016 roku Ancel zapowiedział, że Beyond Good and Evil 2 znajduje się w fazie preprodukcji, a dwa dni później Ubisoft potwierdził tę informację.